# Staffan Tapper
Staffan Tapper (* 10. Juli 1948 in Malmö) ist ein ehemaliger schwedischer Fußballspieler.
Der defensive Mittelfeldspieler Staffan Tapper spielte seine gesamte Karriere bei Malmö FF. Mit diesem Club wurde er schwedischer Meister und erreichte 1979 das Finale um den Europapokal der Landesmeister gegen Nottingham Forest. Das Finale verlor seine Mannschaft mit 0:1. Für die schwedische Fußballnationalmannschaft nahm er an den WM-Endrunden 1974 und 1978 teil. Im ersten Spiel der zweiten Finalrunde der WM 1974 in Deutschland verschoss er gegen den polnischen Nationaltorhüter Jan Tomaszewski einen Elfmeter. Das Spiel ging mit 0:1 verloren. Im nächsten Spiel verlor seine Mannschaft gegen Deutschland mit 2:4 und war aus dem Turnier ausgeschieden.

## Erfolge
- Schwedischer Meister (6): 1967, 1970, 1971, 1974, 1975, 1977
- Schwedischer Pokalsieger (5): 1967, 1973, 1974, 1975, 1978
- Europapokal der Landesmeister: Finale 1979